# Gallo Matese
Gallo Matese är en ort och kommun i provinsen Caserta i regionen Kampanien i Italien. Kommunen hade 537 invånare (2017).